# Vicente Starikoff
Vicente Starikoff Ibarra (Providencia, Santiago, Chile; 22 de octubre de 1995), es un futbolista Chileno que juega como defensa central en Deportes Colina de la Segunda División Profesional de Chile.

## Trayectoria
Vicente  formado en Universidad Católica, en año 2016 es enviado en calidad de préstamo a Rangers de Talca donde hace su debut profesional.

## Clubes
| Club                        | País  | Año       |
| --------------------------- | ----- | --------- |
| → Rangers (cedido)          | Chile | 2016-2017 |
| → Deportes Copiapó (cedido) | Chile | 2017      |
| Deportes Recoleta           | Chile | 2018-2020 |
| Deportes Colina             | Chile | 2021-Act. |

- Datos: Q28534233